# Институт гуманитарных наук при Правительстве Республики Мордовия
Государственное казенное учреждение Республики Мордовия «Научно-исследовательский институт гуманитарных наук при Правительстве Республики Мордовия» (НИИГН) — научное учреждение академического типа, один из центров гуманитарных наук в Мордовии, крупный финно-угорский научный центр. Учредителем является Республика Мордовия. Институт создан с целью осуществления научно-исследовательской и научно-образовательной деятельности, направленной на проведение, координацию и обеспечение фундаментальных и прикладных исследований по проблемам комплексного развития Республики Мордовия, а также для издания научной продукции.

## История института
Институт был образован в 1932 году как центр изучения мордовской культуры. Его создание и дальнейшее развитие было напрямую связано с формированием мордовской автономии, которое активно происходило в начале 1930-х годов. В научном учреждении были организованы секции по истории и практике национальной политики, культуры, быта и этнографии, истории революционного движения и истории партии, литературы, языка и искусства. В институте работало 23 научных сотрудника, в том числе 1 профессор и 4 доцента. В 1935 году при институте была открыта аспирантура, осуществлявшая подготовку научных кадров по двум направлениям: «История и этнография» и «Мордовские языки и литература». С 1935 года институт находился в ведении ЦИК Советов рабочих, крестьянских и солдатских депутатов МАССР, с 1938 года — СНК МАССР, с 1942 года — Наркомата просвещения МАССР, с 1946 года — Совета Министров МАССР.
В 1937 году НИИ мордовской культуры был преобразован в НИИ языка, литературы и истории, а в 1940 году — в НИИ социалистической культуры. В этом году в структуре института произошли значительные изменения. Вместо действовавших ранее секций был образован ряд секторов: истории, мордовских языков, литературы и фольклора, сельского хозяйства, издательский. В 1951 году институт был переименован в НИИ языка, литературы и истории, в 1953 году — в НИИ языка, литературы, истории и экономики (НИИЯЛИЭ).
Результатом деятельности института стала разработка моделей социально-экономического развития Мордовии, издание академических трудов, составление Земельного кадастра. В 1970 — 80-е гг. приобрели известность работы фольклористов, вышедших на международный уровень (многотомная серия «Устно-поэтическое творчество мордовского народа», проект «Памятники мордовского народного музыкального искусства»). Приобрел известность историко-этнографический очерк «Мордва». В 1990-е годы институтом были изданы труды «Мокшень-рузонь валкс. Мокшанско-русский словарь» и «Эрзянь-рузонь валкс. Эрзянско-русский словарь», создавшие принципиально новую ситуацию в мордовском языкознании.
За заслуги в исследовании мордовских языков, литературы, истории, развитии просвещения и культуры институт был награждён орденом «Знак почета» в соответствии с Указом Президиума Верховного Совета СССР от 19 августа 1982 года.
В 1992 году ранее действовавшие секции НИИЯЛИЭ были реорганизованы в отделы мордовского языкознания, истории, литературы и фольклора, археологии и этнографии, социально-экономических проблем, мордовской энциклопедии. В 2001 году институт был переименован в НИИ гуманитарных наук, в котором с 2002 года действовали отделы: истории мордовского края, общественно-политических исследований, филологии и финно-угроведения, социально-экономического развития Мордовии, редакционно-издательский, информационно-аналитического обеспечения исследований.
На базе института в республике сложился энциклопедизм как итог и перспектива развития гуманитарного знания в Мордовии. Вышедшая в начале XXI в. энциклопедия «Мордовия» стала своеобразной визитной карточкой республики. Этапными являлись подготовка электронной версии энциклопедии, её перевод на мокшанский и эрзянский языки. За годы существования институтом было проведено более 50 фольклорных и языковедческих, около 130 археологических, более 50 этнографических экспедиций.
С 2002 по 2017 г. по итогам научных исследований опубликовано более 170 монографий, сборников статей, словарей, материалов конференций, учебно-методических работ и др. 
В 2013 году институт отметил свой 80-летний юбилей.

## Руководство
Директорами института за время его существования были:
И. И. Куликов (1932—1934); П. В. Галаев (1934—1935); И. С. Поздяев (Сибиряк) (1935—1937); Н. И. Абушев (1937); Ф. И. Лазарев (1937); Е. В. Базунов (1937); В. И. Самаркин (1938—1942); Д. Г. Наумова (1942—1944); к.и.н. Г. Я. Меркушкин (1944—1947); к.фил.н. Н. Ф. Цыганов (1947—1948); к.и.н. М. В. Дорожкин (1948—1950; 1967—1978); д.фил.н. В. В. Горбунов (1950—1959); к.филос.н. А. Л. Киселёв (1959—1963); С. И. Циркин (1963—1967); к.и.н. М. Ф. Жиганов (1978—1992); к.и.н. П. Д. Грузнов (1992—2001); Заслуженный деятель науки России и Республики Мордовия, д.и.н., профессор В. А. Юрчёнков (2001—2017).
В 2019 г. директором НИИ назначена д.и.н., профессор Г. А. Куршева.

## Современная структура
Институт состоит из 7 научных отделов и 2 лаборатории, в которых работают 45 научных сотрудников, в том числе 10 докторов и 23 кандидата наук:
• Отдел истории
• Отдел археологии
• Отдел языкознания
• Отдел литературы и фольклора
• Отдел региональных исследований и этнологии
• Отдел теории и истории культуры
• Отдел информационно-аналитического обеспечения исследований
- Лаборатория информатизации
- Редакционно-издательская лаборатория

## Научные школы
В институте функционируют 
научные школы.
1) Основатель научной школы — доктор исторических наук, профессор В. А. Юрчёнков. Направления исследований: российская и региональная история XX в.; историография XX в.; региональная историография; источниковедение истории мордовского народа; методика краеведческого исследования; региональная культурология; история и культура финно-угорских народов России.
2) Руководитель — доктор исторических наук, профессор Л. И. Никонова. Направления исследований: этномедицина народов Поволжья и Приуралья; этнопсихология народов Поволжья и Приуралья; традиционная система жизнеобеспечения финно-угорских и тюркских народов Поволжья и Приуралья; переселение и этнокультурные процессы мордовской диаспоры в Российской Федерации и ближнем зарубежье; традиционная культура народов Республики Мордовия; адаптация мигрантов из ближнего зарубежья в иноэтнической среде.
Научная школа осуществляет этнографические экспедиции, как на территории Мордовии, так и за её пределами — в Республику Башкортостан, Республику Татарстан, Чувашскую Республику, Пензенскую область, Самарскую область, Калининградская область, Кемеровскую область, Рязанская область, Красноярский край, Алтайский край, Хабаровский край, Приморский край и другие регионы.
3) Руководитель — доктор исторических наук, профессор Г. А. Куршева. Направления исследований: российская и региональная история XX в.; история региональной системы образования; этнопедагогика.
4) Руководитель — доктор педагогических наук, профессор А. М. Каторова. Направления исследований: школьное и вузовское теоретико-литературное образование; теория и история мордовской литературы; мордовское стихосложение; художественный перевод.
5) Руководитель — доктор философских наук, доцент И. В. Лаптева. Направления исследований: проблемы теоретической культурологии; лингво- и этнокультурология; культурное наследие и межкультурная коммуникация; методика преподавания иностранных  языков; информационные технологии и дистанционное обучение.
6) Руководитель — доктор философских наук, доцент А. Ю. Ивлева. Основные направления исследований: теория и история культуры; герменевтика текста; способы сохранения и преумножения культурного потенциала этнических культур; коммуникативно-функциональный подход к переводу.

## Аспирантура
Одним из важных направлений работы института традиционно является подготовка научных и научно-педагогических кадров в аспирантуре.
За годы существования института было подготовлено около 40 докторов и более 400 кандидатов наук. Среди выпускников президент МГУ им. Н. П. Огарёва Н.П. Макаркин, доктора наук В. А. Балашов, А. И. Брыжинский, Р. Н. Бузакова, Т. П. Девяткина, А. Б. Кузнецов, Л. И. Никонова, О. Е. Поляков, Л. Г. Филатов, В. А. Юрчёнков, Н. Г. Юрчёнкова и другие.
В настоящее время институт осуществляет подготовку научных кадров по 9 специальностям:
08.00.05 — Экономика и управление народным хозяйством (региональная экономика); 23.00.02 — Политические институты, процессы и технологии; 10.01.02 — Литература народов Российской Федерации (финно-угорская); 10.01.09 — Фольклористика; 10.02.02 — Языки народов Российской Федерации (финно-угорские, самодийские языки); 07.00.02 — Отечественная история; 07.00.06 — Археология; 07.00.07 — Этнография, этнология и антропология; 24.00.01 — Теория и история культуры.
Количество аспирантов на конец 2014 года составило 74 человека, в том числе 40 — на очной форме обучения.

## Научные журналы

#### Вестник НИИ гуманитарных наук при Правительстве Республики Мордовия
Регулярное научное издание, выпускаемое НИИГН с целью оповещения научной общественности о результатах деятельности отделов института и введения в оборот материалов региональной гуманитарной науки. «Вестник» основан в 2006 году, выходит 4 раза в год в печатном и электронном виде.
Основные направления, освещаемые в журнале: исторические науки и археология; экономические науки; филологические науки.
Журнал включен в Перечень российских рецензируемых научных журналов, в которых должны быть опубликованы основные результаты диссертаций на соискание ученой степени кандидата и доктора наук.

#### Центр и периферия
Научно-публицистический журнал, посвященный актуальным вопросам провинциальной истории, культуры, межнациональных отношений, показанных через призму взаимоотношений центра и регионального сообщества. В 2017 г. включен в Перечень рецензируемых научных изданий ВАК при Минобрнауки России.

## Связи института с другими научными учреждениями страны
НИИГН при Правительстве Республики Мордовия имеет обширные связи с вузами и научными учреждениями, в числе которых Институт российской истории (ИРИ РАН), Институт этнологии и антропологии им. Н. Н. Миклухо-Маклая (ИЭА РАН), а также ведущие научные и научно-образовательные центры городов Москвы, Санкт-Петербурга, Самарской, Саратовской, Пензенской, Ульяновской областей, республик Татарстана, Чувашии, Марий Эл.